# Iacopo da Balsemo
Iacopo da Balsemo, o Jacopo da Balsemo o raramente Giacomo da Balsamo (Gorle, 1425 circa – Bergamo, 1503 circa), è stato un miniatore italiano.

## Biografia
Jacopo de Balsemo era figlio di Ambrogio di professione miniatore, e malgrado non si conosca la sua data di nascita, si considera che sia nato prima del 1429 in un paese della bergamasca, forse Gorle. Documentata invece è la sua ottenuta cittadinanza bergamasca nel 1452.
Risulta infatti residente a Bergamo con la moglie Ursina, nella casa del suocero Salvino dell'Acqua, conte e dottore il quale lo nominerà suo erede universale nel 1453 con l'incarico anche di saldarne i debiti.
Questa sua alta posizione sociale, lo renderà presente in affari e transazioni come interlocutore del Consorzio della Misericordia Maggiore, lungo il decennio dal 1460 al 1470.
Risale al 1468 il primo documento che lo cita autore di una miniatura, grazie ad un incarico di stima del suo lavoro eseguito su una serie di antifonari oggi presso la Biblioteca civica A.Mai.
Le sue opere sono da considerare tardogotiche di chiara influenza milanese degli anni ''30 e '40 del '400, seguono la scuola di  Michelino da Besozzo.
Per la posizione sociale che occupava e per la sua capacità venne più volte incaricato di perizie su opere d'arte eseguite da altri artisti.
Tra queste ne risultano di notevole differenza nella qualità, questo indicherebbe  la presenza di collaboratori. Difficile anche farne una datazione cronologica, per lo stile che aveva mantenuto inalterato nel tempo.
Pur se non si conosce la sua data di morte, rimane di lui un testamento datato 30 maggio 1500, anche se risulta che abbia  firmato suoi contratti fino al 1503, anno che si ritiene della sua morte.

## Opere
- Nel 1451 viene menzionato per la realizzazione del libro degli estimi del comune di Bergamo, ora conservato presso la Biblioteca Civica.
- Nel 1483 eseguì la decorazione di tre copie del Suplementum chromicarum  del frate Giacomo Filippo Foresti, del convento di Sant'Agostino, stampato poi a Venezia da Bernardino Benali, uno ora conservato preso la Biblioteca Angelo Mai
- Nel 1487 lavora per un breviario  assegnatogli dal Consorzio della Misericordia Maggiore.
- Documentato pagamento dell'8 agosto 1494 per la miniatura di una o più copie degli Statuti Comunali stampati poi su pergamena.
- Il Graduale n. 6 della Biblioteca Trivulziana di Milano[5]
- Le iniziali raffiguranti Adorazione dei magi e Strage degli innocenti su  fogli di graduale della Fondazione Cini di Venezia.
- Due antifonari per la chiesa di San Alessandro in Pignolo, ora conservati presso la Biblioteca Radini Tedeschi di Bergamo.
- Del 1453 i frontespizi degli Statuti di Bergamo con lo stemma di Andrea Léon, e di Antonio Bonghi.
- Nel 1477 un Incunabolo della Summa theologica di s. Antonino stampato a Venezia da Giovanni da Colonia e Johan Manthen di proprietà del frate Giovanni Olmo residente nel convento di Santo Stefano a Bergamo.
- Del 1478 una copia della Summa de casibus conscientiae di Astesano edita dagli stessi stampatori.